# Міхал Сіплак
Міхал Сіплак (словац. Michal Sipľak? нар. 2 лютого 1996, Бардіїв, Словаччина) — словацький футболіст, фланговий захисник польського клубу «Краковія».

## Клубна кар'єра
Міхал сіплак починав займатися футболом в своєму рідному місті Бардіїв, у клубі «Партизан». У 2014 році він відправився в оренду у клуб Суперліга «Слован» з Братислави. В там у травні 2014 року від дебютував у матчах елітного дивізіону. Повернувшись із оренди влітку 2016 року Сіплак перейшов до клубу «Земплін».
Через рік, влітку 2017 року Сіплак перебрався до Подьщі, де уклав угоду з клубом «Краковія». Разом з клубом футболіст вигравав Кубок та Суперкубок Польщі.

## Виступи за збірні
Міхал Сіплак захищщав кольори юнацьких та молодіжної збірних Словаччини.

## Титули і досягнення
Слован
- Переможець Суперкубка Словаччини: 2014

Краковія
- Переможець Кубка Польщі: 2019/2020
- Переможець Суперкубка Польщі: 2020